# Cirhagău, Mureș
Cirhagău este un sat în comuna Miheșu de Câmpie din județul Mureș, Transilvania, România.